# Ochrembia wagneri
Ochrembia wagneri is een insectensoort uit de familie Archembiidae, die tot de orde webspinners (Embioptera) behoort. De soort komt voor in Argentinië.
Ochrembia wagneri is voor het eerst wetenschappelijk beschreven door Navás in 1924.